# Volkswagen Constellation
Volkswagen Constellation − sztandarowy ciągnik siodłowy marki Volkswagen produkowany na rynek Ameryki Południowej od 2005 roku w zakładach MANa.

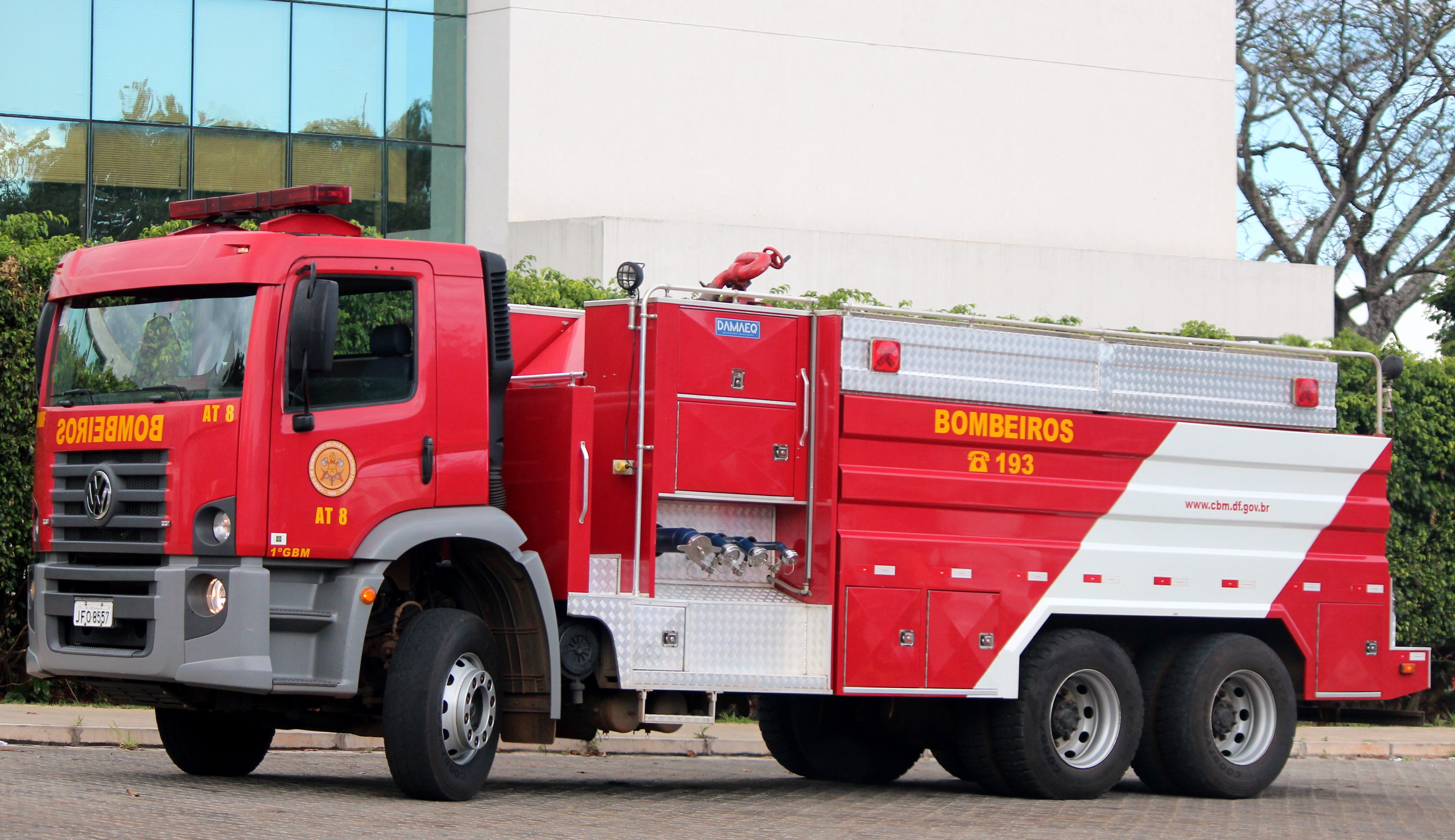
Straż pożarna na bazie VW Constellation

Pojazd występuje w wersjach z podwoziem do zabudowy lub ciągnika siodłowego. Auto jest rówieśnikiem Craftera zastępując jego największą odmianę ciężarową. Wnętrze kabiny Constellation podobne jest do wnętrza Craftera. Samochód posiadać może krótką kabinę dzienną lub dłuższą i wyższą kabinę z leżanką. Podwozie pojazdu skonfigurowane może być jako dwuosiowa z napędem drogowym oraz trzyosiowa w konfiguracji 6x4 oraz 6x2-2.
Wersje:
- 17.250
- 25.320